# تأمین مالی حزب‌الله
منابع مالی حزب‌الله (انگلیسی: Funding of Hezbollah). بخشی از منابع مالی حزب‌الله لبنان از طریق کمک مالی تأمین می‌شود. حزب‌الله اضافه بر سلاح و آموزش، کمک‌های مالی و سیاسی نیز از جمهوری اسلامی ایران دریافت می‌کند.
ایالات متحده آمریکا تخمین می‌زند که ایران بین ۶۰ تا ۱۰۰ میلیون دلار کمک مالی به‌طور سالانه به حزب‌الله می‌داده است. اما از جایی که سایر منابع برای حزب‌الله از جمله از آمریکای جنوبی تأمین شدند این کمک کاهش یافت. برخی از برآوردها نشان می‌دهد که ایران تا ۲۰۰ میلیون دلار هم کمک سالانه به حزب‌الله کرده است.

## بودجه مالی
دکتر متیو لویت به یک کمیته از سنای ایالات متحده آمریکا گفت که حزب‌الله در «طیف گسترده‌ای از سرمایه‌گذاری‌های جنایی» در کل جهان دست دارد تا پول جمع کند.وزارت خزانه‌داری ایالات متحده نیز حزب‌الله را متهم کرده است از طریق جعل واحد پول ایالات متحده اقدام به پول جمع کردن کرده است.
حزب‌الله به‌طور قاطعانه هر گونه دست داشتن در اتهامات قاچاق مواد مخدر، معاملات بانکی غیرقانونی و پول‌شویی را رد کرده است. در یک بیانیه در سال ۲۰۱۱، این حزب گفت: «پس از اینکه عملیات اطلاعاتی ایالات متحده در کشور ما شکست خورد و افشا شد، اتهامات آمریکا مبنی بر اینکه حزب‌الله به روش نامشروعی فعالیت‌های خود را پشتیبانی مالی می‌کند چیزی نیست جز تلاش برای لکه دار کردن چهره مقاومت لبنان.»
دبیرکل حزب‌الله حسن نصرالله در یک سخنرانی در سال ۲۰۱۲ گفت: «بارها آن‌ها از شبکه‌های مواد مخدر در آمریکای لاتین و اروپا سخن گفته‌اند. آن‌ها می‌گویند که حزب‌الله این فعالیت‌ها را پشتیبانی مالی می‌کند. این برای ما ممنوع است.»

### آسیا و خاور میانه
در مثلث طلایی جنوب شرقی آسیا، حزب‌الله از طریق تجارت هروئین و بنا به گزارش‌های منتشر شده قاچاق مواد نادر و گرانبها پول تولید می‌کند. (تردید در بی‌طرفی) محمد رعد که قبلاً رهبر فراکسیون وفاداران به مقاومت در لبنان بود گفت از ایران پول فقط از کانال‌های خیریه خصوصی می‌آید تا برای مراقبت‌های بهداشتی، آموزش و پشتیبانی از بیوه‌های جنگ بکار گرفته شود. او گفت که منبع اصلی درآمد حزب‌الله سرمایه‌گذاری این حزب بر روی اوراق بهادار و شیعه‌های ثروتمند است.

#### ایران
- حسن نصرالله گفت، «نان، آب، پول، اسلحه و موشک‌های ما همگی از ایران می‌رسد… و تا ایران پول دارد، حزب‌الله هم پول دارد».[۱۲]
- بنا به گزارش سرویسهای اطلاعاتی غرب، رژیم ایران سالانه بین ۲۰۰ تا ۳۰۰ میلیون دلار حزب‌الله را تنها به‌صورت نقد تأمین مالی می‌کند و برای آن زرادخانه سلاح و خدمات لجستیکی به قیمت بیش از ۷۰۰ میلیون دلار فراهم آورده است.[۱۳]
- جمهوری اسلامی ایران ارتباط نزدیکی با جنبش حزب‌الله دارد و دولت و نهادهای حکومتی ایران، از جمله بنیاد شهید، حمایت‌های مالی قابل توجهی از این گروه و طرفداران و ساکنان مناطق تحت نفوذ آن به عمل می‌آورند.[۱۴]
- در ۲۴ ژوئن ۲۰۱۶ سایت المنار متعلق به حزب‌الله لبنان خبر داد که حسن نصرالله در یک سخنرانی عمومی با اشاره به محدودیت‌های مالی علیه این گروه گفت: «این محدودیت‌ها تأثیری در وضعیت حزب‌الله ندارد چون تمام منابع مالی حزب‌الله نه از بانک‌ها بلکه از سوی ایران تأمین می‌شود.» همچنین گفت: «این پول‌ها همان‌طور به دست ما می‌رسد که موشک‌هایی که با آن اسرائیل را تهدید می‌کنیم.»[۱۵]

#### لبنان
در ژوئیه ۲۰۱۴، نشریه دیلی بیست گزارش داد که حزب‌الله مزارع ماری‌جوآنا در اختیار دارد و در دره بقاع حشیش تولید می‌کند. تولیدات آن به‌طور مرتب به کشورهایی مانند عراق، سوریه و اردن ارسال می‌شوند چرا که در این کشورها تقاضا بالا است. قبل از جنگ داخلی سوریه، ارتش لبنان در مزارع گشت می‌زد اما اخیراً دولت لبنان برخورد سهل انگارانه‌ای در رابطه با تولید مواد مخدر دارد. بر اساس گزارش‌های رسانه‌های عربی، حزب‌الله تعدادی شرکت پوششی لبنانی دارد که درگیر معاملات داروهای تقلبی هستند.

### اروپا
در تاریخ ۹ ژانویه ۲۰۱۰، نشریه اشپیگل گزارش کرد که قاچاقچیان مواد مخدر به نیابت از حزب‌الله میلیون‌ها دلار از طریق معاملات مواد مخدر در اروپا به گروه‌های لبنانی پول می‌رسانند.

### آمریکای لاتین

#### کلمبیا
در تاریخ ۲۱ اکتبر ۲۰۰۸، لس آنجلس تایمز گزارش کرد که یک باند قاچاق کوکائین و پول‌شویی در کلمبیا که گفته می‌شود با حزب‌الله رابطه دارد، متلاشی شد. این ادعا وجود دارد که ۱۲ درصد از سود این باند برای کمک مالی به حزب‌الله داده می‌شده است اما هیچ عدد و رقمی برای این منظور داده نشده است.
در مقاله‌ای که در تاریخ ۲۵ ژوئن ۲۰۰۹ توسط بنیاد جیمس تاون که یک بانک فکری در واشینگتن است گزارش شده است که ادعاهایی وجود دارد که حزب‌الله را به موارد قاچاق مواد مخدر و پول‌شویی در کوراچائو در آوریل ۲۰۰۹ ربط می‌دهد و مواردی نیز از قبل وجود دارد که حزب‌الله را به باندهای کوکائین و پول‌شویی که در سال ۲۰۰۸ در کلمبیا متلاشی شد و یک باند دیگر که در ژوئن ۲۰۰۵ متلاشی شد، ربط می‌دهد.

#### پاراگوئه
پژوهشگران در کالج جنگ نیروی دریایی آمریکا ادعا کردند که حزب‌الله هر سال۱۰ میلیون دلار اوگاندا در پاراگوئه جمع‌آوری می‌کند که در بعضی موارد می‌تواند از راه اخاذی باشد.

#### ونزوئلا
اعضای دولت ونزوئلا توسط وزارت خزانه داری ایالات متحده متهم شده‌اند به حزب‌الله کمک مالی می‌کنند. بر اساس شهادت یکی از دستیاران وزیر خارجه آمریکا در امور نیم‌کره غربی به نام راجر نوریه گا، دولت هوگو چاوز به ایران و حزب‌الله «پشتیبانی ضروری» در نیم‌کره غربی می‌دهد. در یک گزارش که توسط بانک فکری محافظه کار به نام انستیتو آمریکن انترپرایز تهیه شده آمده است که نوریه گا توضیح داد که چگونه دو شاهد ادعا کردند که غازی عاطف نصر الدین که یک دیپلمات ونزوئلایی در سوریه است یک عامل حزب‌الله بوده و از نهادهای ونزوئلایی به منظور پول‌شویی برای حزب‌الله استفاده می‌کرده و این کارها با تأیید رئیس‌جمهور نیکلاس مادورو بوده است.
در یک بررسی که مرکز تأمین جامعه آزاد (SFS) انجام داده، آمده است که حد اقل ۱۷۳ نفر از خاورمیانه با اسناد ونزوئلایی دستگیرشده‌اند. اکثریت آنان به صورت غیر صحیح از امنیت کاراکاس عبور کرده و به کانادا رفته‌اند. مرکز SFS گفته است که دولت ونزوئلا در تأمین اسناد و مدارک برای «بنیادگراهای ایران و سایر کشورها که خواهان ورود به آمریکای شمالی بدون اینکه شناخته شوند» نقش کلیدی داشته است. به گفته جوزف هومایر مدیر اجرایی SFS آنهایی که دستگیر شدند از کشورهای «ایران، عراق، سوریه، اردن و لبنان» بودند و «بیشتر آنان از ایران، لبنان و سوریه بودند. هفتاد درصد آنان از این کشورها آمده بودند و ارتباطاتی با حزب‌الله داشتند.» گفته شد که اکثر آن‌ها پاسپورت، کارت هویت، ویزا و در بعضی از موارد نیز شناسنامه ونزوئلایی داشته‌اند. آنتونی داکین، مشاور پیشین امنیت در کار مدرنیزه کردن نظام هویتی ونزوئلا در این گزارش گفت که دولت ونزوئلا «قادر خواهد بود بدون هیچ مشکلی از دانشگاه علوم کامپیوتر سند ونزوئلایی صادر کند زیرا آن‌ها هم تجهیزات و هم تدارکات آن را دارند از جمله ورق‌های پلی کاربونیت، امضای الکترونیکی که با پاسپورت و اسناد قفل شده می‌باشد، یعنی همان مواردی که باعث می‌شود تراشه‌های الکترونیک این اطلاعات را در فرودگاه‌ها بخوانند.»
یکی از عناصر کلیدی دولت ونزوئلا که در گزارش SFS بچشم خورد وزیر کشور لبنانی الاصل به نام طارق العیسامی بود که گفته شد «یک شبکه مالی پیچیده و شبکه‌های چند لایه‌ای را ساخته است که به عنوان خط لوله جنایی ـ تروریستی عمل کرده و میلیشیاهای اسلامی را به ونزوئلا و کشورهای مجاور منتقل کرده و پول‌های قاچاق را از آمریکای لاتین به خاورمیانه ارسال می‌کند.» این «خط لوله» از ۴۰ شرکت پوششی تشکیل شده است که همه در ونزوئلا، پاناما، کوراچائو، سنت لوئیس، میامی و لبنان حساب مالی دارند.

### آمریکای شمالی
در سال ۲۰۱۱، وزارت خزانه داری ایالات متحده، بانک کانادایی لبنانی SAL را به دلیل داشتن نقش در پول‌شویی برای پشتیبان مالی حزب‌الله و نفر اصلی مواد مخدر یعنی ایمن جمعه، به عنوان «نگرانی پول‌شویی اولیه» نامگذاری کرد.
عملیات پرده دود موفق به کشف یک عملیات غیرقانونی جمع‌آوری پول از طریق قاچاق سیگار به ارزش چند میلیون دلار در ایالات متحده شد. محمد حمود به خاطر «نقض تحریم تأمین پشتیبانی مواد برای گروه‌هایی که سازمان تروریست نامگذاری شده‌اند» در آمریکا محکوم شد.مقدار این پول ۳۵۰۰ دلار آمریکا بود که حمود ادعا کرد که برای «پشتیبانی از تلاش‌های حزب‌الله برای توزیع کتاب در مدارس و بهبود نظام آب عمومی» بوده است.

## بودجه نظامی

### ایران

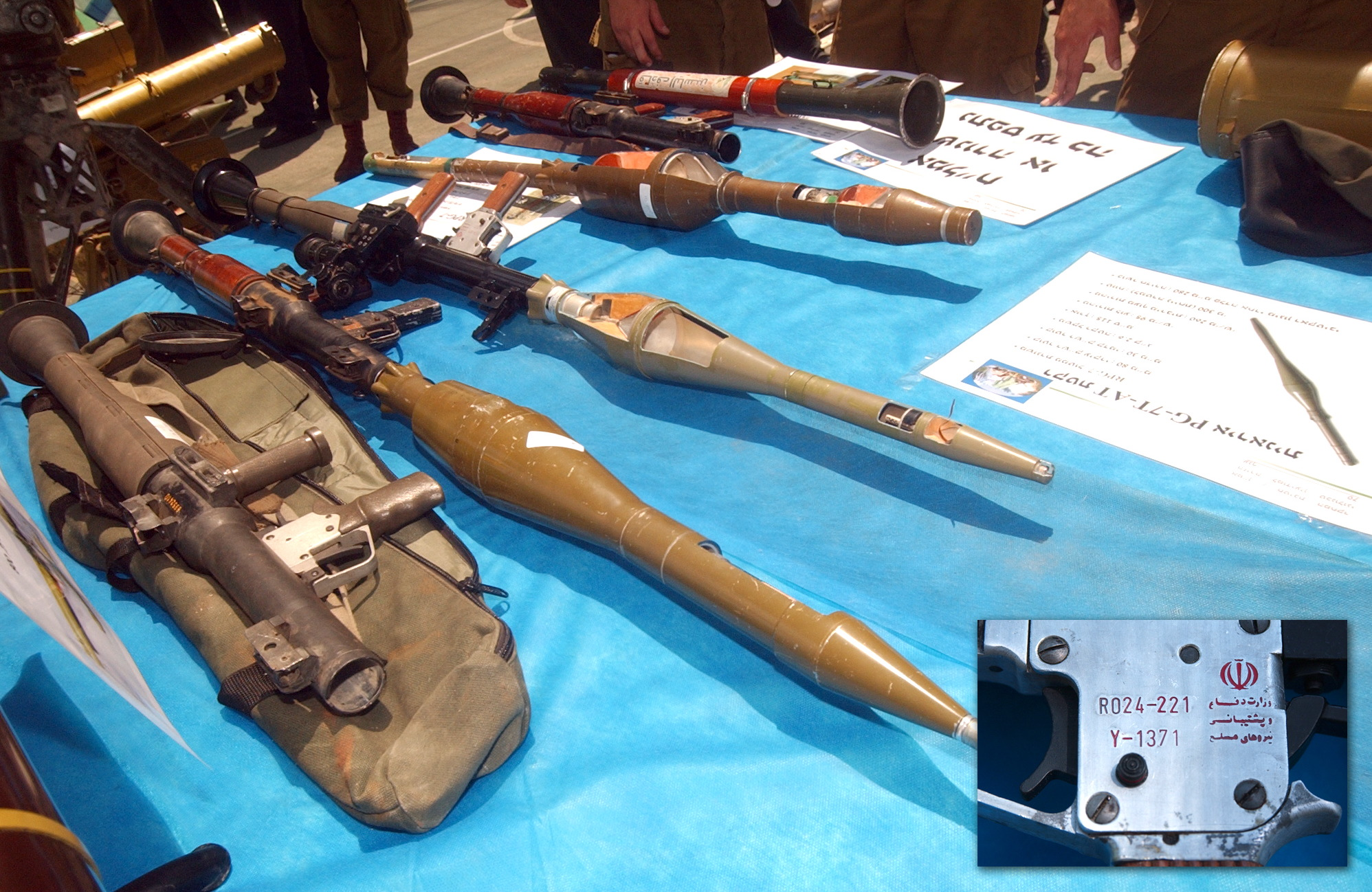
یک موشک ایرانی، کشف شده در انبار حزب الله، ۲۰۰۶

حزب‌الله همچنین تسلیحاتی که توسط ایران تأمین شده را نیز تحویل گرفته است از جمله این تسلیحات ۱۱۵۰۰ فروند موشک است که هم‌اکنون در جنوب لبنان کاشته شده است. سه هزار و پانصد نفر از میلیشیاهای حزب‌الله در ایران تحت آموزش قرار گرفته‌اند. این آموزش‌ها شامل جنگ چریکی، شلیک موشک و راکت، به‌کارگیری پهپاد، جنگ دریایی و عملیات جنگی کلاسیک می‌باشد.
محمود علی سلیمان که یک عامل حزب‌الله بوده و بخاطر نقشی که در آدم‌ربایی دو سرباز اسرائیلی در یک حمله برون مرزی در ۱۲ ژوئیه داشته، در اوت ۲۰۰۶ توسط نیروهای دفاعی اسرائیل دستگیرشده است در طی بازجویی اعتراف کرد که وی آموزش سلاح و آموزش مذهبی را در ایران گذرانده است. او به بازجویان خود گفت که با یک خودروی غیرنظامی به دمشق رفته و سپس به ایران پرواز کرده بود. بجز کاتیوشاهای روسی، حزب‌الله گزارش کرده است که موجودی موشک‌های آن به‌طور کامل ساخت ایران است.
در تاریخ ۴ اوت ۲۰۰۶، هفته نامه دفاعی جینز که یک مجله صنایع دفاعی می‌باشد گزارش کرد که حزب‌الله از ایران خواست که «برای عملیاتش علیه اسرائیل پشتیبانی ثابت تسلیحاتی» برای جنگ اسرائیل-لبنان در سال ۲۰۰۶ داشته باشد. این گزارش به نقل از دیپلمات‌های غربی گفت که مقامات ایران به حزب‌الله قول دادند تسلیحات مورد نیاز «برای مرحله بعدی این درگیری» را به‌طور ثابت تأمین خواهند کرد.
علیرغم اینکه به‌طور مستمر گزارش می‌شد که ایران تأمین تسلیحات برای حزب‌الله را بعهده دارد اما ایران مدت‌ها بود که منکر این مسئله بود. محتشمی پور که قبلاً سفیر ایران در لبنان بوده و اکنون مدیر کل «کنفرانس انتفاضه» است به یک روزنامه ایرانی گفت که ایران برای میلیشیاهای شیعه موشک تأمین کرده و اضافه کرد که حزب‌الله برای استفاده از این موشک‌ها برای دفاع از لبنان می‌تواند از اجازه کشور خود برخوردار باشد.
در سال ۲۰۱۶، سپاه پاسداران انقلاب اسلامی ایران شروع به تجهیز حزب‌الله با موشک‌های دوربرد مجهز به سیستم‌های هدایت دقیق کرد تا به حزب‌الله توانایی حمله به مکان‌های استراتژیک در اسرائیل را بدهد. در اکتبر ۲۰۲۴، نیروهای دفاعی اسرائیل فاش کردند که در جریان درگیری‌ها در لبنان، سلاح‌های پیشرفته ایرانی زیادی کشف شده که حزب‌الله برای حمله به اسرائیل در اختیار داشته است.

#### سوریه
در رابطه با سوریه نیز ادعاها و انکارهای مشابهی در زمینه تأمین سلاح بوده است. خیلی‌ها سوریه را متهم کرده‌اند که با استفاده از مرزش با لبنان سلاح‌ها را برای حزب‌الله کانالیزه می‌کرده است. حسن خلیل که یکی از مشاوران سیاسی ارشد حسن نصرالله است گفت که حزب‌الله «با نظارت سوریه و لبنان بر روی مرزها قویا مخالف است». وی اضافه کرد که «حزب‌الله به اندازه کافی سلاح در اختیار دارد که از لبنان در برابر یک حمله از طرف اسرائیل دفاع کند حتی اگر مرزهایش با سوریه به‌طور کامل بسته باشد.»